# حادثه آتش‌زدن سفارت انگلستان
حادثه آتش زدن سفارت انگلستان (به ژاپنی: 英国公使館焼き討ち事件) به حادثه آتش زدن سفارت در حال ساخت انگلستان در ۳۱ ژانویه ۱۸۶۳ در گوتن‌یاما، شیناگاوا، ادو در دوره باکوماتسو توسط طرفداران سوننو جوئی (حرمت گذاری به امپراتور، اخراج اجنبی‌ها) اشاره دارد. این حمله تحت رهبری تاکاسوگی شینساکو و کوساکا گنزوی از قلمرو چوشو انجام گرفت.